# Ā
Der Buchstabe Ā (kleingeschrieben ā) ist ein Buchstabe des lateinischen Schriftsystems. Er besteht aus einem A mit Makron. In seiner Rolle ähnelt es dem Á und wird manchmal synonym mit diesem verwendet.

## Lettisch
Das Ā ist der zweite Buchstabe im lettischen Alphabet und kommt nach A und vor B. Es entspricht einem langen A (IPA-Laut aː).

## Polynesisch
In vielen polynesischen Sprachen – z. B. Māori oder das Hawaiische – zählt das Ā zwar nicht als eigener Buchstabe, wird aber benutzt, um einen langen Vokal zu markieren. In Wörterbüchern wird es unter A einsortiert.
In der Marshallesischen Sprache wird das Ā ebenfalls verwendet.

## Transliteration
Das Ā wird sehr häufig bei der Transliteration fremder Schriftsysteme benutzt. Meistens steht es für das jeweilige Schriftzeichen für das lange A. Zu den Transliterationen, bei denen das Ā verwendet wird, zählen u. a. das Rōmaji, die arabische Sprache, die persische Sprache (in allen ihren Zeitstufen), die akkadische Sprache und die indischen Schriften.

## Wissenschaftliche Textwiedergabe
Im sprachwissenschaftlichen Bereich wird Ā häufig verwendet, um das lange A zu kennzeichnen, wo eine solche Kennzeichnung in den Originaltexten nicht gegeben ist. So wird es beispielsweise in der Wiedergabe lateinischer, alt- oder mittelhochdeutscher Texte verwendet. Aber auch im Neuhochdeutschen kann so (beispielsweise in Wörterbüchern) zwischen Lāche (‚Pfütze‘) und Lăche (‚Art zu lachen‘) unterschieden werden.
Ein verwandter Fall ist die Verschriftlichung nicht schriftlich überlieferter, z. B. rekonstruierter, Sprachen. Dazu gehören beispielsweise die indogermanischen, germanischen und keltischen Grundsprachen.

## Sonstiges
Ferner wird das Ā in Pinyin für das A im ersten Ton verwendet. Es ist auch im Afrika-Alphabet enthalten und wird in einigen afrikanischen Sprachen verwendet, wie z. B. Yoruba.

## Darstellung in Computersystemen
Unicode enthält das A mit Makron an den Codepunkten U+0100 (Großbuchstabe) und U+0101 (Kleinbuchstabe). In ISO 8859-4 belegt der Buchstabe die Stellen 0xC0 (Großbuchstabe) und 0xE0 (Kleinbuchstabe).
In TeX kann man das Ā mit den Befehlen \=A und \=a bilden.
Die benannten HTML-Zeichenentitäten lauten &Amacr; und &amacr; .